# Anna Marciniak-Czochra
Anna Katarzyna Marciniak-Czochra (ur. 11 marca 1974 w Lublinie) – polska matematyk, dr hab. nauk matematycznych, prof.

## Życiorys
Odbyła studia matematyczne na Uniwersytecie Warszawskim (1998). W 2004 obroniła na Uniwersytecie w Heidelbergu pracę doktorską napisaną pod kierunkiem Williego Jägera. 20 grudnia 2011 habilitowała się na Uniwersytecie Wrocławskim podstawie oceny dorobku naukowego i pracy zatytułowanej Analiza nieliniowych równań różniczkowych cząstkowych opisujących wieloskalowe procesy biologiczne. Otrzymała nominację profesorską.
Objęła funkcję profesora na Uniwersytecie w Heidelbergu.

## Publikacje
- 2003: Receptor-based models with diffusion-driven instability for pattern formation in hydra[5]
- 2009: Modeling of replicative senescence in hematopoietic development[5]
- 2011: Characterization of stem cells using mathematical models of multistage cell lineages[5]
- 2014: Clonal selection and therapy resistance in acute leukaemias: mathematical modelling explains different proliferation patterns at diagnosis and relapse[5]